# Lucien Outers

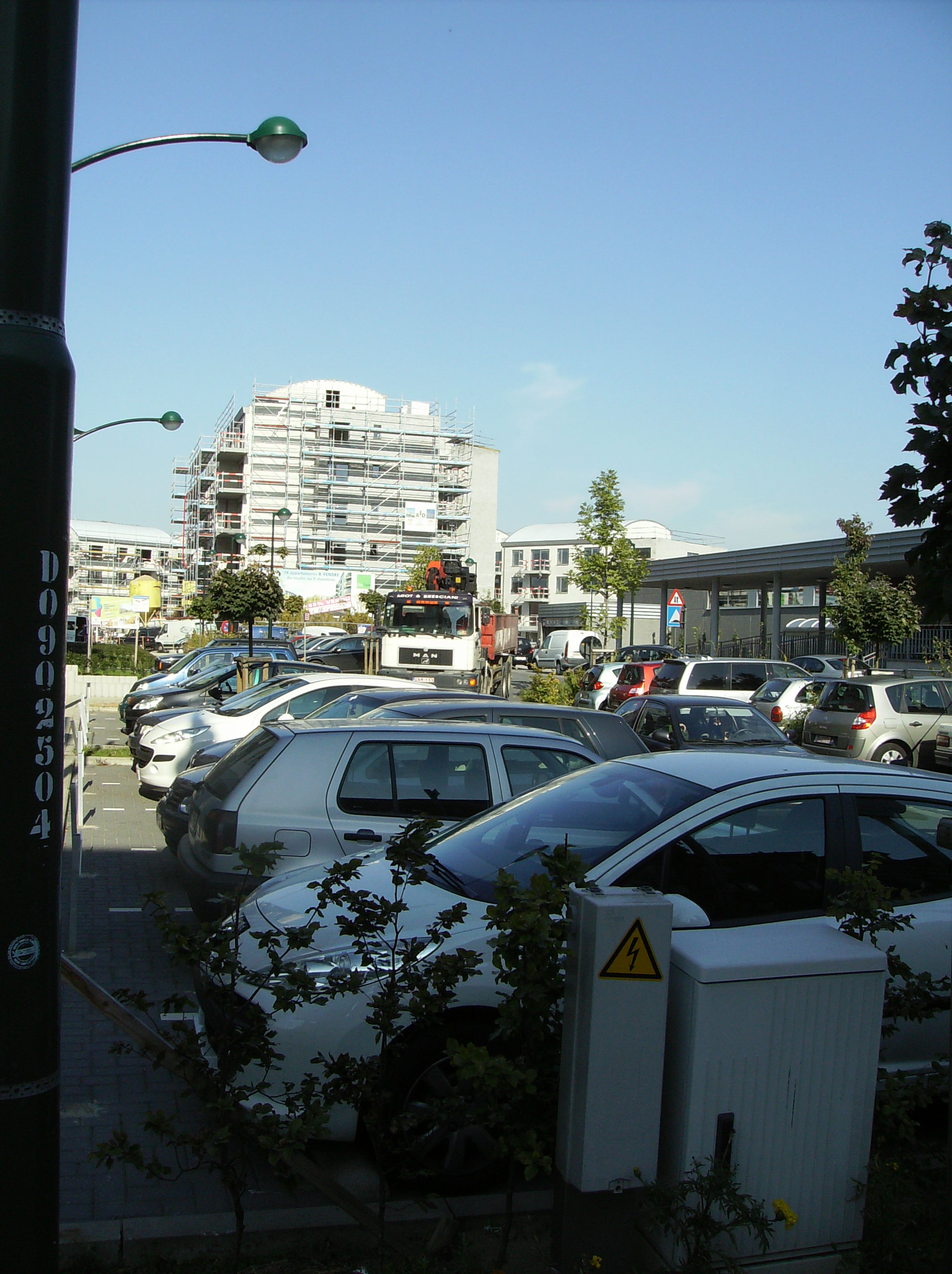
Ulica Luciena Outersa w Auderghem

Lucien Armand Joseph Outers (ur. 9 kwietnia 1924 w Barchon w gminie Blegny, zm. 9 lutego 1993 w Brukseli) – belgijski polityk, urzędnik państwowy i prawnik, parlamentarzysta. Przewodniczący Rady Kulturowej Francuskiej Wspólnoty Belgii (1975–1976), minister współpracy rozwojowej (1977–1979) i handlu zagranicznego (1979–1980), prezes Demokratycznego Frontu Frankofonów (1983–1984).

## Życiorys
Syn nauczyciela. W 1942 rozpoczął studia z literatury i filozofii na Uniwersytecie w Liège. Ze względu na odmowę podjęcia pracy przymusowej na rzecz Niemców musiał się ukrywać pod fałszywymi danymi, podjął współpracę z belgijskim ruchem oporu. Po wojnie powrócił na Uniwersytet w Liège, gdzie uzyskał magisterium i doktorat z zakresu prawa. Od 1948 pracował jako sekretarz i dyrektor w ministerstwie komunikacji. Następnie przez wiele lat był zatrudniony w Eurocontrol, organizacji koordynującej sprawy żeglugi powietrznej w Europie. Autor kilku publikacji książkowych.
Od lat 50. zaangażowany w działalność chrześcijańskich związków zawodowych, został sekretarzem generalnym Rénovation wallonne (katolickiego, prowalońskiego ruchu społecznego). W 1964 należał do założycieli Demokratycznego Frontu Frankofonów, zrzeszającego frankofońskie środowiska polityczne Regionu Stołecznego Brukseli oraz Brabancji Flamandzkiej. W latach 1983–1984 pełnił funkcję przewodniczącego ugrupowania. Od 1968 do 1985 członek Izby Reprezentantów. Jednocześnie zasiadał w Parlamencie Europejskim (1972–1976) oraz w Radzie Kulturowej Francuskiej Wspólnoty Belgii (pozostawał jej przewodniczącym w latach 1971–1976). Od 1974 do 1976 członek władz aglomeracji Brukseli, zaś między 1977 a 1978 burmistrz Auderghem. Następnie kierował ministerstwami współpracy rozwojowej (czerwiec 1977–kwiecień 1979) i handlu zagranicznego (kwiecień 1979–styczeń 1980). Od 1985 do śmierci był oficjalnym przedstawicielem Francuskiej Wspólnoty Belgii w Paryżu.
Jego imieniem nazwano ulicę w Auderghem.